# Гойнинген-Гюне, Александр Фёдорович
Барон Александр Федорович фон Гойнинген-Гюне (1824 — 25 октября [7 ноября] 1911) — русский государственный деятель, действительный тайный советник, симбирский губернатор.

## Биография
Лютеранин. Сын барона Эдуарда Фридриха Эбергарда фон Гойнинген-Гюне (1779—1851), полковника артиллерии и эзельского ландрата, и Анны Элеоноры фон Адеркас  (1797—1834), дочери генерал-лейтенанта А. А. фон Адеркаса. Брат тайного советника, сенатора Б. Ф. фон Гойнинген-Гюне (1829—1889), единокровный брат члена Госсовета Э. Ф. фон Гойнинген-Гюне.
Окончил курс в Императорском училище правоведения.
Вступил в службу 25 августа 1843 года в Департамент Герольдии Правительствующего Сената, в 1858 товарищ герольдмейстера. Проходил службу по Министерству государственных имуществ, в течение нескольких лет возглавлял Санкт-Петербургскую палату.
Действительный статский советник (22.04.1860), тайный советник (16.04.1867).
24 января 1869 года был назначен Симбирским гражданским губернатором. К исполнению обязанностей приступил 5 февраля 1869 года. 30 апреля 1869 года, в числе 11 губерний, в Симбирской губернии открылись мировые судебные установления и Симбирский уезд мировых судей. 1 сентября 1869 года в губернии учрежден институт инспекторов народных училищ. Первым инспектором на всю губернию был назначен Илья Николаевич Ульянов.
16 октября 1869 года получил назначение на должность управляющего делами IV отделения Собственной Его Императорского Величества канцелярии по учреждениям императрицы Марии. Судя по журналам присутствия исполнял обязанности губернатора до 5 февраля 1870 года.
24 апреля 1888 года произведен в действительные тайные советники. Был почетным опекуном опекунского совета учреждений императрицы Марии по Санкт-Петербургскому присутствию, управляющим егермейстерской части Двора его императорского высочества принца Петра Георгиевича Ольденбургского.
Барон Александр Федорович фон Гойнинген-Гюне умер 25 октября 1911 года в городе Санкт-Петербурге. Похоронен на Волковом лютеранском кладбище. Там же похоронена и его жена. Надгробие сохранилось.

## Семья
Жена (с 1858) — Агнесса Федоровна Гроссман (1839—1887), родом из Померании.
Дети:
- Александр Александрович (1861—1931, Таллинн), тайный советник, сенатор[2]
- Борис Александрович (Bernhard Johann; 1863—1954, Хельсинки), действительный статский советник
- Иван Александрович (Johann Emil; 1868—1913, Санкт-Петербург), в 1912 году — камер-юнкер, чиновник для особых поручений при собственной Его Императорского Величества канцелярии по учреждениям императрицы Марии.
- Наталья (ум. в детстве)
- Анна Александровна (Alma Ida Anna; 1869—1935, Таллинн), замужем за Константином фон Веймарном(1866—1944, Польша)[3].

## Награды
- орден Святого Станислава 2-й ст.
- орден Святой Анны 2-й ст. (1857)
- орден Святого Владимира 3-й ст. (1861)
- орден Святого Станислава 1-й ст. (1865)
- Высочайшее благоволение (1866, 1868)
- орден Святой Анны 1-й ст. (1870)
- орден Святого Владимира 2-й ст. (1872)
- Монаршая признательность (1873)
- орден Белого орла (1878)
- орден Святого Андрея Первозванного (04.1911)
- медаль «В память войны 1853—1856»